# Ставокский сельсовет
Ставо́кский сельсовет (белор. Ставоцкі сельсавет) — административная единица в Пинском районе Брестской области Беларуси. Административный центр — деревня Ставок.

## История
Образован 12 октября 1940 года в составе Пинского района Пинской области БССР, с 8 января 1954 года — Брестской области. 16 июля 1954 года в состав сельсовета из Логишинского сельсовета Логишинского района передана деревня Иванисовка, которая в 1980 году возвращена в состав Логишинского поссовета. На 1 января 1974 года в составе сельсовета было 8 населенных пунктов.

## Состав
В состав сельсовета входят следующие населённые пункты:
- Красиево — деревня
- Кривчицы — деревня
- Новоселье — деревня
- Подболотье — деревня
- Рудавин — деревня
- Ставок — деревня
- Ченчицы — деревня